# Canton d'Herbignac
Le canton d'Herbignac est une ancienne division administrative et circonscription électorale française, située dans le département de la Loire-Atlantique (région Pays de la Loire).

## Histoire
- De 1833 à 1848, les cantons d'Herbignac, de Pontchâteau et de Saint-Nazaire avaient le même conseiller général. Le nombre de conseillers généraux était limité à 30 par département[1].

## Composition
Les données présentées sont issues des études de l'Insee.
| Nom                    | Code Insee | Intercommunalité                             | Superficie (km2) | Population (dernière pop. légale) | Densité (hab./km2) |
| ---------------------- | ---------- | -------------------------------------------- | ---------------- | --------------------------------- | ------------------ |
| Herbignac (chef-lieu)  | 44072      | CA de la Presqu'île de Guérande Atlantique   | 71,43            | 6 445 (2014)                      | 90                 |
| Assérac                | 44006      | CA de la Presqu'île de Guérande Atlantique   | 32,91            | 1 799 (2014)                      | 55                 |
| La Chapelle-des-Marais | 44030      | CA de la Région Nazairienne et de l'Estuaire | 18,05            | 4 028 (2014)                      | 223                |
| Saint-Lyphard          | 44175      | CA de la Presqu'île de Guérande Atlantique   | 24,63            | 4 554 (2014)                      | 185                |

## Représentation

### Conseillers généraux de 1833 à 2015
| Période | Période      | Identité                               | Étiquette                  | Qualité |
| ------- | ------------ | -------------------------------------- | -------------------------- | --- |
| 1833    | 1837         | Eugène Lambert                         |                            | Juge d'instruction à Savenay |
| 1837    | 1848         | Frédéric Dufresne de Thimars           |                            | Propriétaire, ancien maire de Pontchâteau |
| 1848    | 1852         | Ernest Poictevin de La Rochette        | Légitimiste                | Propriétaire à Assérac et à Nantes, conseiller d'arrondissement Député (1848-1851)                                                                               |
| 1852    | 1861         | Claude Louis Lizeul (1796-1887)        |                            | Notaire, juge de paix, maire d'Herbignac |
| 1861    | 1870         | Alexandre Aupinel                      |                            | Notaire, maire de Vallet (1874-1882) |
| 1870    | 1871         | Henri Libault de La Chevasnerie        |                            | Capitaine de cavalerie Propriétaire, maire de Saint-Géréon |
| 1871    | 1876 (décès) | Ernest Poictevin de La Rochette        | Légitimiste Extrême-droite | Propriétaire Député (1848-1851, 1871-1876) Sénateur (1875-1876)                                                                                                  |
| 1876    | 1894 (décès) | Comte Charles Henri Corbun de Kérobert | Droite                     | Maire d'Herbignac (1882-1894) |
| 1894    | 1910         | Hippolyte Maillard de la Morandais     | Conservateur               | Maire d'Herbignac (1894-1908) |
| 1910    | 1940         | Comte Hubert de Montaigu               | URD                        | Propriétaire foncier, château de la Bretesche Maire de Missillac (1927-1945 et 1953-1959) Député (1910-1919 et 1928-1942) Nommé conseiller départemental en 1943 |
|         |              |                                        |                            | |
| 1945    | 1961         | Jacques Chombart de Lauwe              | PRL puis CNI               | Exploitant agricole Maire d'Herbignac (1945-1963) Député (1945-1951) Ancien dirigeant FFI                                                                        |
| 1961    | 1985         | Bernard Legrand                        | CD puis UDF-CDS            | Dessinateur Maire de La Chapelle-des-Marais (1959-1974) Sénateur (1974-1992)                                                                                     |
| 1985    | 1992         | Gilles Belliot                         | UDF-CDS                    | Agent de maîtrise Maire de La Chapelle-des-Marais (1974-1995) |
| 1992    | 2011         | Charles Moreau                         | PS                         | Agriculteur, arboriculteur Maire d'Herbignac (1989-2008), Président du Parc de Brière Suppléant du député René Leroux (1997-2002)                                |
| 2011    | 2015         | Franck Hervy                           | PS                         | Technicien Maire de La Chapelle-des-Marais depuis 2008 |

### Conseillers d'arrondissement (de 1833 à 1940)
Le canton d'Herbignac appartenait à l'arrondissement de Savenay jusqu'en 1868, puis à l'arrondissement de Saint-Nazaire.
| Période                                  | Période | Identité                                      | Étiquette        | Qualité |
| ---------------------------------------- | ------- | --------------------------------------------- | ---------------- | --- |
| 1833                                     | 1836    | Jacques Delaunay                              |                  | Notaire à Herbignac                                                                                         |
| 1836                                     | 1845    | Louis Marie de Couëssin de Kergal (1784-1860) |                  | Propriétaire à Assérac, ancien maire de Guérande                                                            |
| 1845                                     | 1848    | Ernest Poictevin de La Rochette               | Légitimiste      | Propriétaire à Assérac et à Nantes, député (1848-1851 et 1871-1876), sénateur (1875-1876)                   |
|                                          |         |                                               |                  | |
| 1895                                     | 1919    | Vicomte René de Couessin                      | Royaliste        | Ancien zouave pontifical, maire d'Assérac                                                                   |
| 1919                                     | 1940    | Paul de La Monneraye (1872-1956)              | Conservateur PSF | Ancien chef d'escadron de cavalerie, propriétaire à Nantes et à Herbignac                                   |
| 1940                                     |         |                                               |                  | Les conseils d'arrondissement ont été suspendus par la loi du 12 octobre 1940 et n'ont jamais été réactivés |
| Les données manquantes sont à compléter. |         |                                               |                  | |

## Démographie
| 1962  | 1968  | 1975  | 1982   | 1990   | 1999   |
| ----- | ----- | ----- | ------ | ------ | ------ |
| 8 023 | 8 136 | 8 639 | 10 307 | 11 509 | 11 846 |

| 2006   | 2007   | 2008   | 2009   | 2010   | - |
| ------ | ------ | ------ | ------ | ------ | - |
| 14 014 | 14 408 | 14 819 | 15 290 | 15 704 | - |